# Джонс Тауншип (округ Елк, Пенсільванія)
Джонс Тауншип (англ. Jones Township) — селище (англ. township) в США, в окрузі Елк штату Пенсільванія. Населення — 1573 особи (2020).

## Демографія
Згідно з переписом 2010 року, у селищі мешкали 1624 особи в 687 домогосподарствах у складі 464 родин. Було 1181 помешкання
Расовий склад населення:
| - 98,3 % — білих - 0,6 % — чорних або афроамериканців - 0,2 % — корінних американців - 0,1 % — азіатів |

До двох чи більше рас належало 0,9 %. Частка іспаномовних становила 0,4 % від усіх жителів.
За віковим діапазоном населення розподілялося таким чином: 18,6 % — особи молодші 18 років, 65,3 % — особи у віці 18—64 років, 16,1 % — особи у віці 65 років та старші. Медіана віку мешканця становила 46,6 року. На 100 осіб жіночої статі у селищі припадало 108,2 чоловіків;  на 100 жінок у віці від 18 років та старших — 107,2 чоловіків також старших 18 років.
Середній дохід на одне домашнє господарство  становив 60 918 доларів США (медіана — 53 519), а середній дохід на одну сім'ю — 77 278 доларів (медіана — 66 250). Медіана доходів становила 50 536 доларів для чоловіків та 34 153 долари для жінок. За межею бідності перебувало 4,3 % осіб, у тому числі 10,9 % дітей у віці до 18 років та 1,3 % осіб у віці 65 років та старших.
Цивільне працевлаштоване населення становило 762 особи. Основні галузі зайнятості: виробництво — 40,8 %, освіта, охорона здоров'я та соціальна допомога — 18,2 %, роздрібна торгівля — 7,3 %, будівництво — 5,9 %.